# ساكسفون

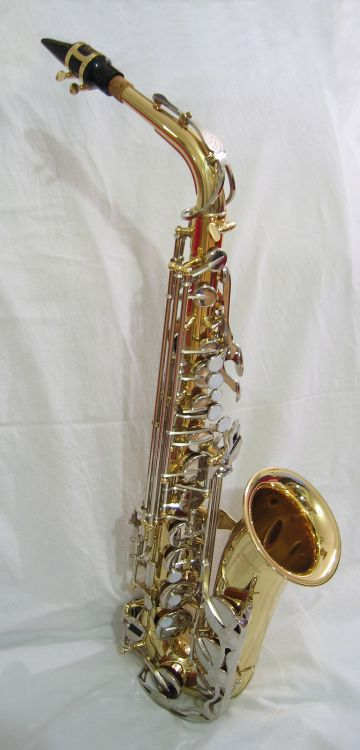
ساكسفون

السَاكسُفون (يسمى اختصاراً ساكس) أو السَّكْسِيَّة وهي آلة نفخ أسطوانية تصويرية تنتمي لعائلة آلات النفخ الخشبية، تصنع عادة من النحاس الأصفر ويتم العزف بها عن طريق قصبة هوائية واحدة، اخترعها البلجيكي آدولف ساكس عام 1840.
يحتوي جسم الآلة على عشرين ثقباً يتم التحكم بها عن طريق مفاتيح، ويتم التحكم بالمفاتيح على شكل مجموعات بواسطة الأصابع الثلاث الأولى من كل يد وهناك أيضا ثقبين آخرين يستخدمان لرفع الأصوات الناتجة عن الآلة أوكتافاً إلى الأعلى أو إلى الأسفل من الطبقة العادية
و هناك عدة أنواع من الساكسفون حسب الطبقة الصوتية التي ينتجها مثل ساكسفون سوبرانو وساكسفون ألتو وساكسفون تينور وغيرها ولجميع الأنواع مجال صوتي يبلغ الأوكتافين ونصف الأوكتاف
تم استخدام الساكسفون في الأوركسترا لأول مرة عام 1844 وكتب العديد من المؤلفين الموسيقيين أعمالاً موسيقية للساكسفون.

## انتشار الساكسفون
انتشر استخدام الساكسفون في القرن العشرين وخصوصا في الولايات المتحدة وتزامن انتشارها مع تطور موسيقى الجاز وصار ملازما لها وظهر عازفو ساكسفون مرموقين مثل شارلي باركر ولستر يونغو فوستو بابيبتي.
وسمير سرور في الشرق الأوسط في مصر
يُستخدم الساكسفون في مجموعة واسعة من الأساليب الموسيقية متضمنةً الموسيقى اللكلاسيكية، مثل فرق الحفلات الموسيقية وموسيقى الحجرة والموسيقى الفردية وأحيانًا الأوركسترا، والفرق العسكرية وفرق المسيرات وموسيقى الجاز، مثل الفرق الموسيقية الكبيرة ومجموعات الجاز، والموسيقى المعاصرة. يُستخدم الساكسفون أيضًا أداةً منفردة ولحنًا أو جزءًا من قسم البوق في بعض أنماط موسيقى الروك أند رول rock and roll والموسيقى المشهوره popular music .
اخترع الساكسفون صانع الآلات البلجيكي أدولف ساكس في أوائل أربعينيات القرن التاسع عشر، وسُجلت براءة اختراعه في ٢٨ يونيو ١٨٤٦. اخترع ساكس مجموعتين من سبعة أدوات لكل منهما، تحتوي مجموعة واحدة على أدوات في C وF، في حين احتوت المجموعة الأخرى على أدوات  في B ♭ و E ♭. سرعان ما أصبحت الآلات B ♭ و E هي المهيمنة ومعظم أنواع الساكسفون التي نراها اليوم هي من هذه السلسلة. لم تكتسب الآلات من السلسلة الموضوعة باللغتين C و F موطئ قدم ولم تشكل سوى نسبة صغيرة من الأدوات التي صنعها ساكس. أنتجت الساكسفونات عالية النغمة (التي تم تمييزها أيضًا بـ "H"أو"HP") التي ضُبطت بشكل أكثر حدة من (الحفلة الموسيقية) القياسية A = 440 هرتز في أوائل القرن العشرين للصفات الصوتية المناسبة للاستخدام في الهواء الطلق، ولكنها لا يمكن تشغيلها مع الضبط الحديث لذا تُعد عفا عليها الزمن. الساكسفونات ذات النغمة المنخفضة (التي وُضع علامة عليها أيضًا "L" أو "LP') مكافئة في الضبط مع الآلات الحديثة. اُنتج ساكسفون C soprano و C ميلودي C melody للسوق غير الرسمي كأدوات صالة خلال أوائل القرن العشرين، وقُدم الساكسفون في F خلال أواخر عشرينيات القرن الماضي لكن دون قبول. تتكون عائلة الساكسفون الحديثة بالكامل من الآلات B ♭ و E. الساكسفونات الأكثر استخدامًا هي ♭ B سبرانو و♭  E التو و♭  B تينر و ♭ Eبيراتون.

## تاريخ الآلة
صمم الساكسفون نحو عام 1840 أدولف ساكس، صانع الآلات البلجيكي، وعازف الفلوت والكلارينيت. وُلد في دينانت ومقره في بروكسل، وانتقل إلى باريس سنة 1842 لتأسيس عمله في مجال الآلات الموسيقية. قبل العمل على الساكسفون، أجرى عدة تحسينات على آلة الكلارينيت الجهير بتحسين عمل المفاتيح والصوتيات وتوسيع نطاقها المنخفض. كان ساكس أيضًا صانعًا لأداة الأوفيكلايد ophicleide، وهي أداة نحاسية مخروطية كبيرة في سجل الجهير بمفاتيح مشابهة لأداة النفخ الخشبية. سمحت له تجربته مع هاتين الأداتين بتطوير المهارات والتقنيات اللازمة لصنع الساكسفون الأول. نتيجةً لعمله على تحسين آلة الكلارينيت الجهير، بدأ ساكس تطوير آلة بإسقاط آلة نحاسية وخفة الحركة لآلة النفخ. لقد أراده أن ينفخ بشكل مفرط في الأوكتاف octave ، على عكس الكلارينيت، الذي يرتفع بمقدار ١٢ درجة twelfth عند النفخ المفرط pitch . الآلة التي تنفخ في الأوكتاف لها أصابع fingering متطابقة لكلا المسجلين registers . ابتكر ساكس آلة ذات لسان حال بقصبة واحدة وجسم نحاسي مخروطي الشكل. بعد أن صنع ساكسفونات بأحجام متعددة في أوائل أربعينيات القرن التاسع عشر، تقدم ساكس للحصول على براءة اختراع مدتها 15 عامًا وحصل عليها في 28 يونيو 1846. شملت براءة الاختراع 14 نسخة من التصميم الأساسي، مقسمة إلى فئتين من سبع أدوات لكل منهما، وتتراوح من السوبرانينو sopranino إلى المهربة contrabass. . اُنتج عدد محدود من الأدوات في السلسلة الموضوعة في F و C بواسطة ساكس، لكن السلسلة الموضوعة في E ♭ و B سرعان ما أصبحت المعيار، أُعطيت جميع الأدوات نطاقًا مكتوبًا أوليًا من B أسفل طاقم العمل الثلاثي إلى E نصف خطوة أسفل خط دفترالأستاذ الثالث، ما يمنح كل ساكسفون نطاقًا من اثنين ونصف أوكتاف. انتهت صلاحية براءة اختراع ساكس سنة 1866. بعد ذلك، قام العديد من مصنعي الأدوات الآخرين بتنفيذ تحسيناتهم الخاصة على التصميم وعمل المفاتيح. كان عمل المفاتيح الأصلي لساكس، الذي كان قائمًا على المزمار 3 من نظام triebert لليد اليسرى و Boehm Clarinet على اليمين، بسيطًا وجعل بعض الممرات المتوارثة والفواصل الواسعة صعبة للغاية، سيتطور هذا النظام لاحقًا بمفاتيح إضافية، وآليات ربط، وأصابع بديلة لجعل بعض الفواصل الزمنية أسهل.في وقت مبكر من تطوير الساكسفون، مُدد نطاق المفتاح العلوي إلى E ، ثم F أعلى المسطرة، كُتبت نوتة موسيقية من حقبة 1880 للساكسفون لمجموعة منخفضة من B إلى F. سنة 1887 حصلت شركة Buffet-Crampon على براءة اختراع لتوسيع الجرس وإضافة مفتاح إضافي لتوسيع النطاق لأسفل بمقدار نصف نغمة واحدة إلى B.  ]  هذا الامتداد قياسي في التصميمات الحديثة، مع استثناء ملحوظ لساكسفونات الباريتون ذات المفاتيح المنخفضة A. سيظل النطاق الأعلى لـ F هو المعيار لمدة قرن تقريبًا حتى أصبح مفتاح F♯ المرتفع شائعًا في الساكسفونات الحديثة.

## ظهور الساكسفون الحديث
ظهر التصميم الحديث للساكسفون خلال ثلاثينيات وأربعينيات القرن العشرين، أولاً بمفاتيح جرس الجانب الأيمن التي قدمها سي جي كون C. G. Conn على الباريتون، ثم كينج king على altos و tenors. أحدثت Selmer ثورة في ميكانيكا الطاولة اليسرى بأدوات الحركة المتوازنة سنة 1936، مستفيدة من تخطيط مفتاح الجرس الأيمن. سنة 1938، قدم Selmer ساكسفونات Super Action الخاصة بهم مع مفاتيح تكديس اليد اليمنى واليسرى. بعد ثلاثين إلى أربعين عامًا، كان تصميم Selmer النهائي هذا عالميًا تقريبًا في جميع موديلات الساكسفون.
قُدم مفتاح F♯ العالي للمرة الأولى خيارًا في نموذج العمل المتوازن، مع أنه استغرق عدة عقود ليُقبل بسبب الآثار الضارة الملحوظة على التنغيم في تطبيقاته المبكرة.
أسس مارسيل ميول Marcel Mule دراسة على الساكسفون أداةً كلاسيكية في كونسرفتوار باريس Conservatoire de Paris في الأربعينيات. فعل لاري تيل Larry Teal الشيء نفسه في الولايات المتحدة في جامعة ميشيغان بعد عقد من الزمن. أصبح عدد من المؤسسات الأمريكية الأخرى منذ ذلك الحين منازل معترف بها لدراسة الساكسفون الكلاسيكي. وهي تشمل جامعة نورث وسترن وجامعة إنديانا ومدرسة إيستمان للموسيقى.